# Эландское сражение (1789)
Эландский бой (швед. Slaget vid Öland) — морское сражение, состоявшееся 15 (26) июля 1789 года у южной оконечности острова Эланд в Балтийском море между русским и шведским флотами, во время русско-шведской войны 1788—1790 годов.

## Подготовка к бою и силы сторон
План шведов на кампанию 1789 года состоял прежде всего в том, чтобы не допустить соединение главных сил русского флота, зимовавших в Кронштадте, с копенгагенской эскадрой Козлянинова. Соединение русских эскадр обеспечило бы русским перевес в силах и, соответственно, господство на Балтийском море. В начале июля оба флота вышли в море.
Русская эскадра Василия Яковлевича Чичагова была представлена двадцатью кораблями, что существенно уступало силам противника: в боевую линию они поставили 21 линейный корабль (по 60—76 орудий), в том числе захваченный годом ранее «Владислав», а также 8 тяжёлых фрегатов (по 40—44 орудий). Однако русские корабли имели более мощную артиллерию, а также более многочисленные и умелые экипажи, в то время как на шведских кораблях был недокомплект, так как часть экипажа пострадали от болезни, которой заразились в Карлскруне.

## Ход сражения
Сражение началось 26 июля, в 14 часов, приблизительно в 50 морских милях к юго-востоку от Эланда. Шведские корабли, находясь на ветре, в линии баталии на левом галсе стали спускаться к русской эскадре, стараясь двигаться так, чтобы не быть отрезанными от Карлскруны.
Адмирал Чичагов шёл теперь в крутой бейдевинд, хотя его арьергард был еще далеко под ветром. Вскоре два линейных корабля вышли из строя на подветренную сторону, чтобы исправить случившиеся у них аварии. Последние четыре корабля шведской концевой эскадры на всех парусах пошли на сближение к русскому арьергарду, но должны были задержаться, так как остальные корабли их эскадры вместе с флагманом не последовали за ними; приказания, будто бы переданного сигналом, возвратиться на своё место, корабли эти, по-видимому, не получали. Центр поспешил на помощь своему авангарду; два передние русские корабля, сильно повреждённые в двухчасовом бою, должны были уклониться, и этому маневру последовал весь русский флот. Замолкшая было пальба снова сделалась всеобщей, когда русские корабли снова спустились и шведы подошли к ним ближе. При этом произошёл разрыв позади авангарда. Герцог Карл неоднократно отдавал приказания подойти на половину пушечного выстрела и охватить задние русские корабли, так как 5 из них сильно отстали.
После этих многочисленных маневров бой обоих центров к вечеру совершенно прекратился; бой авангардов продолжался до 20 часов.

## Потери сторон и итоги сражения
Хотя в бою приняли участие 19 русских и 17 шведских линейных кораблей, однако потери обоих флотов в личном составе и в материальной части были незначительны. Самые большие потери с обеих сторон были причинены взрывами собственных пушек. 10 кораблей русского флота не имели никаких потерь. На остальных было убито и ранено 210 человек. Среди немногочисленных русских потерь в этом бою наиболее тяжёлая — гибель командира корабля «Мстислав» — Григория Ивановича Муловского, который готовился совершить первое в России кругосветное путешествие, совершенное впоследствии Крузенштерном. Во время боя три шведских судна были уведены буксирами.
Главная причина нерешительности сражения — осторожность адмирала Чичагова, не желавшего напрасно рисковать до подхода подкреплений. В то же время бой имел далеко идущие последствия. Несколько дней шведы ещё держались вблизи русского флота, но затем отступили в Карлскруну. Не сумев воспрепятствовать соединению русских эскадр, шведы уступили господство на море русским, которые, имея значительное численное превосходство, вскоре заперли противника в Карлскруне. Российский флот использовал это преимущество, чтобы заблокировать судоходство возле Ханко и Порккала.

## Состав флотов в сражении

### Русский флот
- 3 100-пушечных корабля:

«Ростислав» (флагман),
«Двенадцать апостолов» (флаг контр-адмирала А. Г. Спиридова,
«Князь Владимир» (флаг вице-адмирала А. В. Мусина-Пушкина);
- 9 74-пушечных кораблей:

«Всеслав»,
«Мстислав»,
«Иезекииль»,
«Кир Иоанн»,
«Победослав»,
«Принц Густав»,
«Святая Елена»,
«Святой Петр»,
«Ярослав»,
- 8 66-пушечных кораблей:

«Болеслав»,
«Виктор» (капитан 2-го ранга К. Я. Обольянинов),
«Вышеслав»,
«Дерись» (капитан 1-го ранга Джеймс Престон),
«Изяслав»,
«Память Евстафия» (капитан 2-го ранга П. Н. Хомутов),
«Родислав»,
«Святослав».

### Шведский флот
- 7 74-пушечных кораблей:

Wladislaff,
Enigheten,
Götha Lejon,
Konung Adolf Fredrik,
Konung Gustaf III,
Louise Ulrika,
Sophia Magdalena;
- 1 66-пушечный корабль:

Fädernesland;
- 10 64-пушечных кораблей:

Äran,
Dristigheten,
Dygden,
Försiktigheten,
Hedvig Elisabeth Charlotta,
Manligheten,
Ömheten,
Prins Carl,
Prins Fredrik Adolf,
Tapperheten;
- 2 62-пушечных корабля:

Rättvisan,
Wasa;
- 1 60-пушечный:

Riksens Ständer;
- 2 44-пушечных фрегата:

Grip,
Uppland;
- 6 40-пушечных фрегатов:

Euredice,
Fröya,
Galathea,
Minerva,
Thetis,
Zemire.